# Poggiofiorito
Poggiofiorito ist eine italienische Gemeinde (comune) mit 777 Einwohnern (Stand 31. Dezember 2023) in der Provinz Chieti in den Abruzzen. Die Gemeinde liegt etwa 16 Kilometer südöstlich von Chieti und gehört zur Unione dei Comuni della Marrucina.

## Weinbau
In der Gemeinde werden Reben der Sorte Montepulciano für den DOC-Wein Montepulciano d’Abruzzo angebaut.

## Verkehr
Durch die Gemeinde führt die frühere Strada Statale 538 Marrucina (heute eine Provinzstraße) von Ortona nach Guardiagrele.